# カミーユ・マンドリヨン

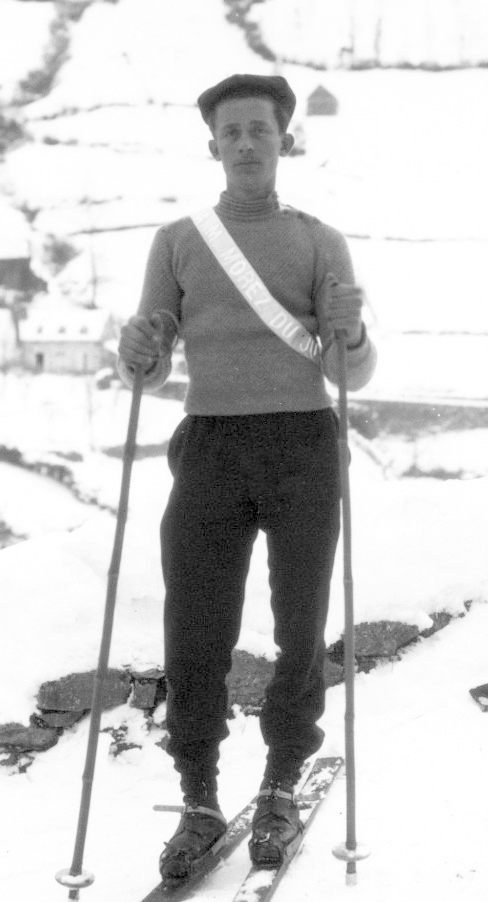
ポール・カミーユ・アルベール・マンドリヨン(1810)

ポール・カミーユ・アルベール・マンドリヨン (Paul Camille Albert Mandrillon、1891年9月6日 - 1969年3月22日) はフランスのバイアスロン選手。 1920年代に活躍し、1924年冬季五輪のミリタリーパトロールで銅メダルを獲得した。弟のモーリスも同じく代表であった。この大会ではフランス代表団の旗手を務め、選手宣誓も行った。この選手宣誓は冬季五輪では初めてのものである。